# Giuseppe Bartolomeo Menochio
Giuseppe Bartolomeo Menochio, talvolta Menocchio (Carmagnola, 19 marzo 1741 – Roma, 25 marzo 1823), è stato un vescovo cattolico italiano, dichiarato venerabile nel 1991 da papa Giovanni Paolo II.

## Biografia

### Origini e professione religiosa
Nacque a Carmagnola, in Piemonte, il 19 marzo 1741. Nella sua famiglia, appartenente alla piccola borghesia, anche i due fratelli Giovanni Giuseppe, francescano e Ignazio, agostiniano, presero i voti.
Giuseppe Bartolomeo, seguendo l'esempio dei suoi fratelli, entrò nell'ordine di Sant'Agostino presso l'allora convento di Fano professando il 2 novembre 1760.
Ordinato presbitero il 25 febbraio 1764, fu docente di teologia e predicatore dell'ordine.

### Gli incarichi episcopali
Nel 1795, papa Pio VI nominandolo vescovo titolare d'Ippona Regia, lo nominò anche vescovo coadiutore della diocesi di Reggio Emilia guidata dal vescovo Francesco Maria d'Este, che lo consacrò il 22 maggio 1796 nella cattedrale reggiana, assistito dal vescovo Paolo Giuseppe Castelli Piratini e dal vescovo Carlo Belloni.
A causa delle soppressioni napoleoniche, Menochio non poté mai dedicarsi all'amministrazione episcopale a Reggio, poiché fu cacciato ed allontanato. Continuò la predicazione e la somministrazione dei sacramenti nelle Marche, sostituendo coraggiosamente i vescovi e i parroci delle altre diocesi come poteva, seppur osteggiato dalle autorità napoleoniche.
Fu amico e confessore di papa Pio VII che nel 1800 lo nominò suo Sacrista, nonché vescovo titolare di Porfireone. Nel dicembre 1804, Menochio seguì il pontefice a Parigi, quale assistente al soglio pontificio, per l'incoronazione di Napoelone: è ritratto col saio nero tra le numerose dignità episcopali nell'omonimo dipinto di Jacques-Louis David.
Con l'annessione forzosa dello Stato pontificio all'Impero francese, papa Pio VII fu allontanato da Roma ed imprigionato a Savona. Il pontefice inserì Menochio tra le persone con cui poter corrispondere, ma il generale de Miollis, che aveva occupato il Palazzo del Quirinale, non lo autorizzò e non gli permise di raggiungerlo. Menochio fu l'unico vescovo rimasto a Roma, esiliato al Quirinale, fu sempre restio al giuramento verso Napoleone, scontrandosi con le autorità francesi. Con la liberazione del papa e il suo ritorno a Roma, Menochio riprese i suoi incarichi precedenti.
Morì il 25 marzo 1823 a Roma, dove fu sepolto nella basilica di Sant’Agostino in Campo Marzio.

## Culto
La causa di beatificazione fu introdotta nel 1852 con papa Pio IX, ma fu interrotta nel 1905. Il 14 maggio 1991 papa Giovanni Paolo II firmò la silloge sull'eroicità delle sue virtù.

### Il miracolo di Albano del 1804
Nell'aprile del 1804 ad una suora romana, Maria Aloisa di San Vincenzo Ferreri, appartenente alle Oblate di Gesù e Maria di Albano Laziale, fu diagnosticato un tumore recidivo ed incurabile allo stomaco. Dopo giorni di deliri febbrili, le suore le consigliarono di ingoiare un filo del mantello della statua di Gesù Nazareno, presente nella chiesa del convento. La stessa notte, alla suora apparve in sogno Gesù stesso che la benediceva: accanto vi era la Vergine Maria, ai cui piedi era inginocchiato in preghiera il vescovo mons. Giuseppe Bartolomeo Menochio. La suora si risvegliò guarita.
Il cardinale vescovo Luigi Valenti Gonzaga ordinò un'indagine canonica ed autorizzò il culto e l'esposizione della statua. Alle suore furono ordinati tre giorni di messe, che furono celebrate proprio dal vescovo Menochio.

### Reliquie
Un frammento delle ossa del venerabile Giuseppe Bartolomeo è stato incastonato alla base della croce pettorale d'oro che papa Leone XIV ha scelto di indossare nel conclave che lo ha eletto, nonché durante la prima benedizione Urbi et Orbi. La croce gli fu donata dal postulatore generale dell'Ordine di Sant'Agostino, Josef Sciberras, nel giorno della sua creazione a cardinale, il 30 settembre 2023.

## Genealogia episcopale
La genealogia episcopale è:
- Cardinale Scipione Rebiba
- Cardinale Giulio Antonio Santorio
- Cardinale Girolamo Bernerio, O.P.
- Arcivescovo Galeazzo Sanvitale
- Cardinale Ludovico Ludovisi
- Cardinale Luigi Caetani
- Cardinale Ulderico Carpegna
- Cardinale Paluzzo Paluzzi Altieri degli Albertoni
- Papa Benedetto XIII
- Papa Benedetto XIV
- Cardinale Giorgio Doria
- Vescovo Giuseppe Maria Fogliani
- Vescovo Francesco Maria d'Este
- Vescovo Giuseppe Bartolomeo Menochio, O.S.A.